# ستامبل أبون
ستامبل أبون Stumbeupon هو تمديد لمتصفحى فيرفكس وملحق لانترنت اكسبلورر. هو خدمة يمكن تصنيفها ضمن تطبيقات ويب 2.0. تسمح للمستخدمين بتقييم صفحات الويب، الصور، مقاطع الفيديو، ومقالات الأخبار. يقوم المستخدم بالتأشير على صفحة الويب التي يريدها من خلال شريط الأدوات في متصفح الويب.

## تفاصيل الخدمة
في 13 ديسمبر 2006 أطلق ستامبل أبون موقع http://video.stumbleupon.com نسخة محفوظة 23 يوليو 2018 على موقع واي باك مشين. ومن خلال هذا الموقع يمكن للمستخدمين عرض مقاطع الفيديو التي قيمها مستخدمون آخرون، وكذلك يمكنهم تقييمها من خلال نفس الموقع الذي يعتمد على تقنيات أجاكس.

## وصلات خارجية
- موقع ستامبل أبون
- موقع ويكي مخصص للخدمة